# Hypocolpus pararugosus
Hypocolpus pararugosus is een krabbensoort uit de familie van de Xanthidae. De wetenschappelijke naam van de soort is voor het eerst geldig gepubliceerd in 1997 door Crosnier.